# Knut Kroon
Knut Kroon   (Helsingborg, 19 de juny de 1906 - 27 de febrer de 1975) fou un futbolista suec de la dècada de 1930.
Fou 35 cops internacional amb la selecció sueca amb la qual participà en la Copa del Món de Futbol de 1934 i als Jocs Olímpics de 1936.
Pel que fa a clubs, defensà els colors de Stattena IF i Helsingborgs IF, club, aquest darrer, on disputà 516 partits i marcà 318 gols.